# تشستر بنينغتون
تشيستر تشارلز بنينغتون (20 مارس 1976 - 20 يوليو 2017)، مغني وكاتب أغاني أمريكي وهو المغني الرئيسي في فرقة الروك لينكين بارك.

## النشأة

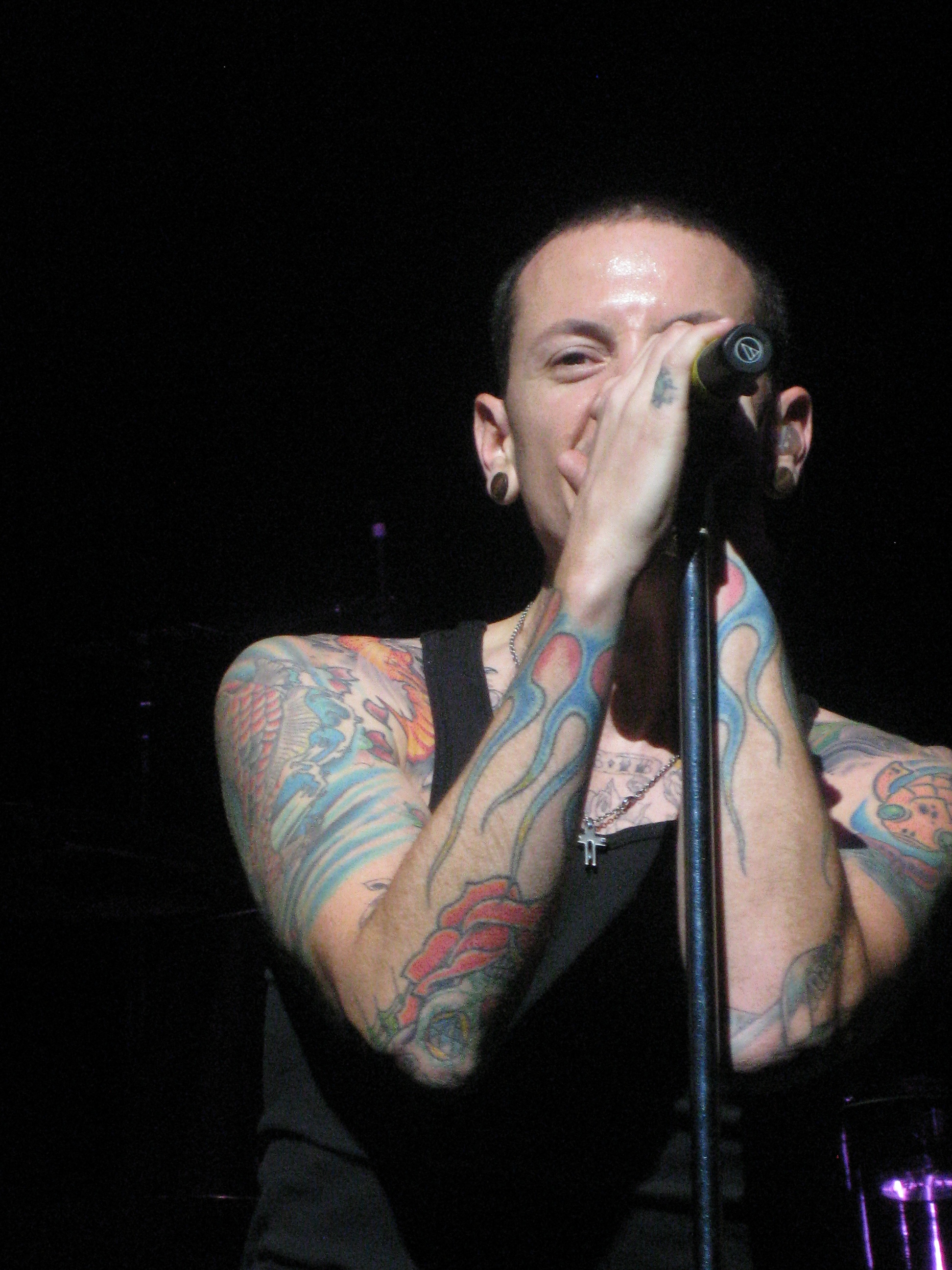
تشيستر بنينغتون يؤدي في دالاس، تكساس.

ولد تشستر بنينغتون في 20 مارس 1976. بدأ اهتمام بنينغتون بالموسيقى في سن صغير معتبراًَ Depeche Mode و Stone Temple Pilots إلهاماًَ له، وكان حلمه أن يصبح أحد أعضاء فرقة Depeche Mode.
انفصل والداه وهو في الحادية عشر من عمره وعاني بسبب ذلك في فترة المراهقة من إدمان المخدرات مثل الكوكايين، الأفيون، الميثامفيتامين والكحول ولكنه استطاع التغلب على إدمانه واتجه إلى محاربة المخدرات في الوسائل الإعلامية والمقابلات التي كان يجريها، كشف بنينغتون في إحدى المقابلات بأنه كان يتعرض للإساءة الجنسية عندما كان بعمر السابعة مما سبّب له ضغطًا نفسيًا كبيرًا أثناء طفولته. كان بنينغتون يعمل في أحد مطاعم برجر كنج حيث كان ينفق جميع نقوده على شراء المخدرات قبل بدء مسيرته كمغني محترف.

## لينكين بارك
قبل الانضمام إلى (لينكين بارك) كان بنينغتون في فرقة أخرى وهي (غري دايز) من فينيكس، أريزونا وترك هذه الفرقة في عام 1998 وعانى لكي يجد فرقة أخرى، وعندما قارب على ترك مجال الموسيقى والغناء عرض (جيف بلو) عليه فرصة الانضمام إلى أعضاء فرقة (لينكين بارك)، فأعجبهم أسلوبه في الغناء وانضم إليهم رسمياًَ في 1999، وترك عمله وانتقل هو وعائلته إلى كاليفورنيا.
وعانوا لبعض الوقت من أجل إيجاد شركة تسجيلات لتوقع معهم، ولكن (جيف بلو) ساعدهم على التوقيع مع شركة (وارنر براذرز للتسجيلات), وأصدروا ألبومهم الأول (هايبرد ثيوري) في السنة التالية وقد نجح هذا الألبوم نجاحاًَ هائلاًَ حول العالم.

## الحياة الشخصية

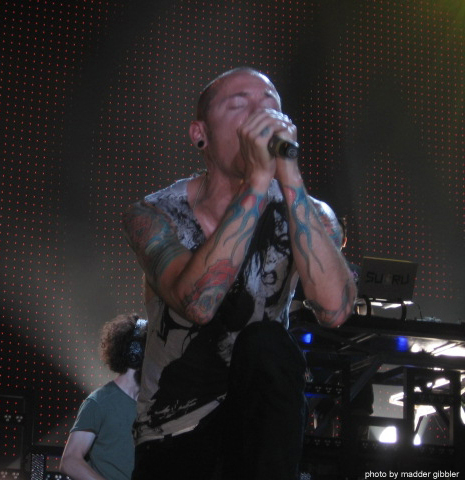
تشستر سنة 2007

لدى بنينغتون طفل واحد من علاقة سابقة مع إلكا براند. تزوج بنينغتون زوجته الأولى سامانثا ماري أولت في أكتوبر 1996، ولكنهما لم يستطيعا دفع ثمن خاتم الزواج، وأنجبا معاً طفلًا واحدًا هو درافين سيباستيان بنينغتون في سنة 2002. تراجعت علاقة بنينغتون مع زوجته أثناء سنواته الأولى مع لينكين بارك مما أدّى إلى طلاقهما في سنة 2005. بعد طلاقهما تزوج بنينغتون تاليندا آن بنتلي وهي عارضة أزياء سابقة، وأنجبا معاً 3 أطفال، تايلر لي بنينغتون وتوأمان ولدتا في 2011. عاش بنينغتون وعائلته في مقاطعة ماريكوبا، أريزونا.

## الصوت
يمتلك بنينغتون طبقة صوتية من نوع تينور، واحتل بنينغتون رقم 46 في لائحة مجلة (هيت باردير)، لأفضل 100 مغني في التاريخ موسيقى الميتال.

## وفاته
في 20 يوليو، 2017 وُجد بنينغتون مُنتحرًا في مقر إقامته ببالوس فيرديس إستاتيس، كاليفورنيا. في 21، يوليو أكد الطبيب الشرعي وجود زجاجة كحول نصف فارغة في مسكنه ولكن لم يتم العثور على أيّة مخدرات غير قانونية. لاحقًا، أعلنت الفرقة عن إلغاء باقي جولة الألبوم الترويجية عقب وفاة بنينغتون.
حدثت وفاة بنينغتون في التاريخ الذي كان سيصبح كريس كورنيل بعمر الـ 53. حيث قام كورنيل، الذي كان صديقًا مقربًا من بنينغتون، بالانتحار شنقًا أيضًا قبل شهرين. ذكر شينودا بأن بنينغتون كان حزينًا جدًا عندما أدت الفرقة أغنية "One More Light" تخليدًا لذكرى كورنيل، حيث لم يستطع إنهاء الأغنية سواء خلال التدريب أو خلال الأداء الحي. غنّى بنينغتون أغنية "Hallelujah" للفنان ليونارد كوهين خلال جنازة كورنيل. وكان بنينغتون عراب ابن كورنيل، كرستوفر.
أقيمت جنازة بنينغتون في حديقة ساوث كوست النباتية في بالوس فيرديس بولاية كاليفورنيا في 29 يوليو / تموز. كما حضر العديد من الموسيقيين الذين قاموا بجولة أو لعب مع لينكين بارك بالإضافة إلى أفراد عائلته وأصدقائه المقربين. وشملت الخدمة أيضا مرحلة كاملة من أجل تحية موسيقية.
في 5 ديسمبر 2017، كتبت مجلة بيلبورد أن تقرير السموم في جسد بينينغتون أظهرت «كمية ضئيلة» من الكحول في نظام المغني في وقت الوفاة.

## أفلام
ظهر بنينغتون في عدة أفلام وهي:
| السنة | الفيلم              | الدور                  |
| ----- | ------------------- | ---------------------- |
| 2006  | Crank               | مدمن الصيدلية          |
| 2009  | Crank: High Voltage | الشاب في متنزه هوليوود |
| 2010  | Saw 3D              | إيفان                  |
| 2012  | Artifact            | نفسه                   |

## روابط خارجية
- تشيستر بنينغتون على موقع IMDb (الإنجليزية)
- تشيستر بنينغتون على موقع ميتاكريتيك (الإنجليزية)
- تشيستر بنينغتون على موقع روتن توميتوز (الإنجليزية)
- تشيستر بنينغتون على موقع ألو سيني (الفرنسية)
- تشيستر بنينغتون على موقع ميوزك برينز (الإنجليزية)
- تشيستر بنينغتون على موقع رولينغ ستون (الإنجليزية)
- تشيستر بنينغتون على موقع أول موفي (الإنجليزية)
- تشيستر بنينغتون على موقع إن إن دي بي (الإنجليزية)
- تشيستر بنينغتون على موقع أول ميوزيك (الإنجليزية)
- تشيستر بنينغتون على موقع ديسكوغز (الإنجليزية)